# 10e cérémonie des Ensors
La 10e cérémonie des Ensors, organisée par le festival du film d'Ostende, s'est déroulée le 14 septembre 2019 et a récompensé les talents du cinéma flamand pour les films sortis pendant la période allant du début août 2018 jusqu'à la fin du mois de juillet 2019.
Le film Girl de Lukas Dhont est le grand gagnant de cette cérémonie en remportant huit récompenses dont celles du meilleur film, de la meilleure réalisation, du meilleur scénario et du meilleur acteur.

## Palmarès (films)

### Meilleur film (Beste film)
- Girl de Lukas Dhont

### Meilleure réalisation de film (Beste regie film)
- Lukas Dhont pour Girl

### Meilleur scénario de film (Beste scenario film)
- Lukas Dhont et Angelo Tijssens pour Girl

### Meilleur acteur de film (Beste acteur film)
- Victor Polster pour son rôle dans Girl

### Meilleure actrice de film (Beste actrice film)
- Ruth Beeckmans pour son rôle dans Trio

### Meilleure photographie de film (Beste director of photography film)
- Frank van den Eeden pour Girl

### Meilleur production design de film (décors, maquillage et costumes) (Beste production design film (art direction, make-up, kostuum)
- Michelle Beeckman, Catherine Van Bree et Philippe Bertin pour Girl

### Meilleure musique de film (Beste muziek film)
- Valentin Hadjadj pour Girl

### Meilleur montage de film (Beste montage film)
- Alain Dessauvage pour Girl

### Meilleur documentaire (Beste documentaire)
- Ademloos de Daniel Lambo

### Meilleur film pour jeunes (Beste jeudgfilm)
- Binti de Frederike Migom

## Palmarès (séries télévisées)

### Meilleure série télévisée (Beste televisieserie)
- De Dag

### Meilleure scénario de série télévisée (Beste scenario televisieserie)
- Jonas Geirnaert et Julie Mahieu pour De Dag

### Meilleure réalisation de série télévisée (Beste regie televisieserie)
- Gilles Coulier et Dries Vos pour De Dag

### Meilleur acteur de série télévisée (Beste acteur televisieserie)
- Peter Van Den Begin pour son rôle dans Studio Tarara

### Meilleure actrice de série télévisée (Beste actrice televisieserie)
- Janne Desmet pour son rôle dans Studio Tarara

## Statistiques (films)

### Récompenses multiples
8 : Girl